# Parteniusz (Brianskich)
Parteniusz, imię świeckie Piotr Arsieńjewicz Brianskich (ur. 1881 w Irkucku, zm. 22 listopada 1937 w Archangielsku) – rosyjski biskup prawosławny, święty nowomęczennik.

## Życiorys
Był najstarszym synem kupca II gildii z Irkucka. Uczył się w gimnazjum irkuckim, jednak po piątej klasie przeszedł do seminarium duchownego w tym samym mieście. Po uzyskaniu dyplomu końcowego podjął studia teologiczne na Kijowskiej Akademii Duchownej, gdzie w 1907 obronił dysertację kandydacką, a następnie wyjechał na ośmiomiesięczny staż na Uniwersytecie Berlińskim, gdzie studiował biblistykę. Po powrocie do kraju w latach 1908-1909 był wykładowcą seminarium duchownego w Krasnojarsku, następnie przez dwa lata pracował w analogicznej szkole w Riazaniu. Wieczyste śluby mnisze złożył w 1911, w tym samym roku został wyświęcony na hieromnicha, a następnie podniesiony kolejno do godności igumena i archimandryty. Od 1916 był asystentem kierownika seminarium misyjnego przy Biziukowskim Monasterze św. Grzegorza k. Chersonia. Na stanowisku tym pozostawał do likwidacji seminarium w 1919. Przeprowadził się wówczas do Chersonia, gdzie został sekretarzem biskupa nikołajewskiego Prokopiusza. W 1921 został wyświęcony na biskupa nowomyrhorodskiego, wikariusza eparchii odeskiej. W roku następnym jego tytuł uległ zmianie na biskup ananjewski. Wspólnie ze swoim przyjacielem, biskupem kaniowskim Makarym, skupiał wokół siebie przeciwników Żywej Cerkwi na ziemiach ukraińskich, organizował także tajne wspólnoty wiernych i wyświęcał nowych duchownych.
Publicznie krytykował władze radzieckie i Żywą Cerkiew. W związku z tym pierwszy raz został aresztowany w 1922. Po półrocznym aresztowaniu odzyskał wolność, lecz nie mógł wrócić do Ananjewa. Zamieszkał we wsi Swietoszyno, skąd nadal starał się kierować podległymi mu strukturami cerkiewnymi, kontaktując się z duchowieństwem i z biskupem Makarym za pośrednictwem zaufanych kobiet. Następnie przeniósł się do Kijowa, gdzie po raz drugi został aresztowany i przewieziony do Moskwy. Zobowiązano go do zamieszkania w Monasterze Daniłowskim bez prawa wyjazdu. W klasztorze związał się ze środowiskiem tzw. opozycji daniłowskiej – skupionej wokół przełożonego monasteru arcybiskupa Teodora grupy najbardziej radykalnych w swoim antykomunizmie grupy prawosławnego duchowieństwa rosyjskiego. Gdy w 1924 Teodor został aresztowany, na czele monasteru stanął biskup Parteniusz. Po śmierci patriarchy moskiewskiego i całej Rusi Tichona stał się następnie jednym z najbliższych współpracowników locum tenens patriarchatu, metropolity krutickiego i kołomieńskiego Piotra. W 1925 został po raz trzeci aresztowany, razem z metropolitą Piotrem. Skazano go na trzyletnią zsyłkę do Komi za działalność antyradziecką.
Po odbyciu kary biskup Parteniusz nielegalnie wrócił do Monasteru Daniłowskiego i w tajemnicy kontynuował w nim działalność duszpasterską. Pozostawał w stanie spoczynku. Utrzymywał kontakt z zesłanym metropolitą Piotrem oraz z metropolitą kazańskim Cyrylem. Pozostawał w wyraźnej opozycji wobec zastępcy locum tenens Patriarchatu Moskiewskiego metropolity Sergiusza, a po wydaniu przez niego deklaracji lojalności Kościoła wobec władz radzieckich wypowiedział mu posłuszeństwo i zerwał łączność kanoniczną. Po raz czwarty został aresztowany w 1929, gdy oskarżono go o nakłanianie wiernych do protestów przeciwko likwidacji jednej z cerkwi Monasteru Daniłowskiego. Po raz drugi został skazany na trzyletnie zesłanie, tym razem do Kazachstanu. W drodze z więzienia na Butyrkach na zsyłkę został pobity i trafił do szpitala więziennego w Samarze. Karę odbywał w Uil w regionie Aktiubińska. We wrześniu 1933, po upływie czasu wyroku, nakazano mu zamieszkanie w Skopinie. Nie otrzymawszy meldunku, biskup Parteniusz wyjechał do Ananjewa, lecz gdy i tam nie został legalnie zameldowany, w 1934 zamieszkał razem ze swoją matką w Kimrach.
W listopadzie tego samego roku został aresztowany po raz kolejny i ponownie osadzony w więzieniu na Butyrkach, oskarżony o organizację tajnych nabożeństw i prowadzenie agitacji antyradzieckiej. W czasie przesłuchań nie ukrywał swojego nieprzychylnego stosunku do władz ZSRR. W 1935 został skazany na pięcioletnią zsyłkę do Archangielska. W mieście tym zamieszkał razem z matką i siostrą, a w swoim mieszkaniu wielokrotnie odprawiał tajne nabożeństwa, głosił kazania, spotykał się z duchownymi (także innymi zesłańcami). W tajemnicy służył także w domowych cerkwiach w Sołombałach i Majmaksach. W lipcu 1937, gdy informacje o jego działalności duszpasterskiej dotarły do władz, został aresztowany i oskarżony o organizację spotkań kontrrewolucyjnych i propagandę faszystowską. Skazany na śmierć, został rozstrzelany w końcu listopada 1937.
Kanonizowany w 2005 jako jeden z Soboru Świętych Nowomęczenników i Wyznawców Rosyjskich.
Jego siostra Antonina Brianskich, która przez wiele lat mieszkała razem z nim, zarabiała na jego utrzymanie i prowadziła jego korespondencję, padła w 1938 ofiarą Wielkiego terroru i została w 2007 kanonizowana jako święta nowomęczennica.